# Fritz Zerritsch der Jüngere
Fritz Zerritsch (* 28. August 1888 in Wien; † 9. November 1985 ebenda) war ein österreichischer Maler und Grafiker.

## Leben
Fritz Zerritsch ist der Sohn des gleichnamigen Bildhauers Fritz Zerritsch der Ältere. Er besuchte zunächst die Malschule Scheffer, ehe er ab 1905 an der Akademie der bildenden Künste Wien bei Christian Griepenkerl und Alois Delug studierte. 1914 wurde er Mitglied des Künstlerhauses, dessen Ehrenmitglied er auch seit 1964 war. Er erhielt 1929 die Goldene Ehrenmedaille der Stadt Wien. 1930 wurde er Mitglied des Kunstbeirats der Stadt Wien, 1932 auch des Kunsthistorischen Museums und der Städtischen Sammlungen. Ab 1939 war Zerritsch Professor an der Graphischen Lehr- und Versuchsanstalt in Wien. 1975 erhielt er den Preis der Stadt Wien für die Genossenschaft bildender Künstler.
Fritz Zerritsch ist in einem ehrenhalber gewidmeten Grab auf dem Grinzinger Friedhof (Gruppe 2, Nummer 41) bestattet.

## Werke
Fritz Zerritsch war vor allem als Landschafts- und Tiermaler tätig. Er beteiligte sich an zahlreichen Ausstellungen im In- und Ausland. Außerdem schuf er keramische Plastiken, Gobelins, Briefmarken- und Banknotenentwürfe.
- Märchendarstellungen, Wandmalereien, Quarinhof, Wien 10 (1926)
- Motive aus der Nibelungensage, Briefmarkenserie (1926)
- Banknote 1000 Schilling (1945)
- Mutter und Kind, keramisches Relief in der Wohnhausanlage Maroltingergasse 56–58, Wien 16 (1931)
- Hl. Anna mit hl. Elisabeth, Fassadenmalerei an der Wohnhausanlage Floridusgasse (ehem. Familienasyl)